# Eliana da Costa e Silva Puglia
Eliana da Costa e Silva Puglia  (Porto Alegre, Rio Grande do Sul, 06 de outubro de 1960) é uma diplomata brasileira. Atualmente, é chefe do Escritório de Representação no Rio Grande do Sul. Foi embaixadora do Brasil junto à Guiné Equatorial. 

## Biografia

### Vida pessoal
Nasceu na cidade de Porto Alegre, no Rio Grande do Sul, filha de Osvaldo Puglia e Teresinha da Costa e Silva Puglia.

### Formação Acadêmica
Graduou-se Língua e Literatura Inglesa pela Universidade de Brasília.

### Carreira Diplomática
Ingressou na carreira diplomática em 1984, no cargo de Terceira Secretária, após ter concluído o Curso de Preparação à Carreira de Diplomata do Instituto Rio Branco.
Foi inicialmente lotada na Divisão de Ásia e Oceania I. Em 1987, foi designada assistente no Departamento de Administração do Itamaraty. No ano de 1988, foi removida para a Embaixada do Brasil em Roma. Foi promovida a segunda-secretária no ano de 1989.  Em 1991, mudou-se para Assunção, com vistas a assumir a função de cônsul-adjunta no Consulado-Geral do Brasil.  De 1994 a 1996, passou a trabalhar na Embaixada do Brasil em La Paz.
Ao regressar a Brasília, assumiu a função de chefe de Gabinete do Departamento de Administração do Itamaraty. Também foi promovida, em 1996, a primeira secretária. Manteve-se na função até 1997, quando passou a ser chefe substituta da Divisão de Acompanhamento e Coordenação Administrativa dos Postos no Exterior.
No ano de 1999, foi removida para a Embaixada do Brasil em Roma, tendo trabalhado como primeira-secretária. Em 1996, havia sido promovida a primeira-secretária.
Em seu retornou ao Brasil, em 2003, passou a chefiar a Seção de Contratados Locais. No mesmo ano, foi promovida a conselheira e lotada na Divisão de Acompanhamento e Coordenação Administrativa dos Postos no Exterior, tendo exercido as funções de chefe interina e, posteriormente, chefe.
Em 2006, defendeu tese no Curso de Altos Estudos do Instituto Rio Branco, intitulada “O Processo de Democratização em São Tomé e Príncipe: Perspectivas do Relacionamento Bilateral”. Trata-se de um dos requisitos para a promoção na carreira diplomática brasileira.
Foi, igualmente em 2006, removida para o Consulado do Brasil em Rivera, onde ocupou o cargo de cônsul-adjunta e, a partir de 2008, cônsul. Havia sido promovida a ministra de Segunda Classe em 2007. No ano de 2011, foi designada embaixadora do Brasil junto à República da Guiné Equatorial. Passou, em seguida, a ocupar o cargo de cônsul-geral em Mendoza.
Desde 2018, chefia o Escritório de Representação do Ministério das Relações Exteriores no Rio Grande do Sul.

## Condecorações[1]
- Medalha do Pacificador, Brasil (1992)
- Medalha da Ordem do Mérito, Itália, Cavaleiro (2005)